# Crepidium hippocrepiformis
Crepidium hippocrepiformis är en orkidéart som först beskrevs av Jeffrey James Wood, och fick sitt nu gällande namn av Marg. och Dariusz Lucjan Szlachetko. Crepidium hippocrepiformis ingår i släktet Crepidium, och familjen orkidéer.
Artens utbredningsområde är Papua Nya Guinea. Inga underarter finns listade i Catalogue of Life.